# Algisto Lorenzato
Algisto Lorenzato, beter bekend als Batatais (Batatais, 20 mei 1910 - Rio de Janeiro, 16 juni 1960) was een Braziliaanse voetballer.

## Biografie
Batatais begon als linkervleugelspeler en schoof na een tijdje op naar de positie van doelman. Hij maakte zijn debuut in het eerste elftal van Portuguesa 22 mei 1933 in een 4-2 overwinning op Santos. Hij eindigde dat jaar met de club op een derde plaats in het Campeonato Paulista, de beste notering voor de club tot dan toe. In 1935 trok hij naar Palestra Itália, het huidige Palmeiras en speelde daar zes maanden alvorens te verhuizen naar Rio de Janeiro, waar hij voor Fluminense ging spelen. Hiermee won hij vijf keer het Campeonato Carioca. In 1942-43 werd hij uitgeleend aan stadsgenoot America, maar keerde daarna terug en beëindigde zijn carrière in 1947 bij Fluminense.
Hij speelde ook voor het nationale elftal en zat in de selectie voor het WK 1938 in Frankrijk. Hij werd derde met het team. In 1939 speelde hij zijn laatste wedstrijd voor de Seleção na een 1-5 nederlaag tegen Argentinië voor de Copa Roca.